# Mirek Smíšek
Miroslav Smíšek, beter bekend als Mirek Smíšek (Velká Dobrá, 2 februari 1925 – Wellington, 19 mei 2013), was een Nieuw-Zeelands keramist van Tsjechische afkomst.

## Biografie
Smíšek werd geboren in Malá Dobrá, onderdeel van de plaats Velká Dobrá, vlakbij Kladno. Na het Verdrag van München verhuisde hij in 1938 met zijn ouders naar Lysá nad Labem. In Nymburk studeerde hij korte tijd aan het gymnasium. Daar raakte hij bevriend met Miloš Štefánek, met wie hij de ontberingen van Tweede Wereldoorlog zowel in het verzet als in een werkkamp meemaakte. Na februari 1948 emigreerde hij samen met hem, eerst naar Australië en in 1951 naar Nieuw-Zeeland, waar hij in 1955 het staatsburgerschap verkreeg. Aanvankelijk werkte hij in 1951 in een keramiekfabriek in Auckland, maar in 1952 verruilde hij Auckland voor Nelson, waar hij ging werken als pottenbakker. In 1962 verhuisde Smíšek naar Japan en vervolgde zijn studie pottenbakken aan de Universiteit van Kyoto. In 1963 ging hij in het Verenigd Koninkrijk in de leer bij Bernard Leach in St. Ives. In 1968 verhuisde Smíšek terug naar Nieuw-Zeeland, te weten naar Te Horo, waar hij zich permanent vestigde. In Te Horo richtte Smíšek drie pottenbakkerijen op.

## Werk
Peter Jackson bestelde al het keramiekwerk van de The Lord of the Rings-filmtrilogie bij Smíšek. Dit omvatte onder meer servies voor de hobbits, elven en dwergen. Smíšek en zijn vrouw, keramiste Pamela Annsouth, werkten zes maanden aan de opdracht. Naast servies maakten ze 700 vazen met verschillende afmetingen.
Een deel van Smíšeks werk werd na vlak voor zijn overlijden gepresenteerd in een tentoonstelling genaamd 60 Years 60 Pots, die liep van 1 januari 2010 tot 31 juli 2012.
Het werk van Smíšek is te vinden in Australië, België, Canada, het Verenigd Koninkrijk, Fiji, Duitsland, Japan, Zuid-Korea, de Verenigde Staten en Nieuw-Zeeland. Zijn gedecoreerde kommen zijn tevens opgenomen in de inventaris van Elizabeth II.

## Prijzen en onderscheidingen
In 1990 ontving Smíšek de Orde van het Britse Rijk. In 2003 ontving hij de Governor General’s Art Award en in 2011 de Gratias Agit, voor zijn naamsbekendheid als oorspronkelijke Tsjech in het buitenland.

## Privéleven
Vanaf 1979 had Smíšek een relatie (later huwelijk) met keramiste Pamella Annsouth.
In 2013 overleed Smíšek in Nieuw-Zeeland.
- Find NZ Artists: 13826
- Museum of New Zealand Te Papa Tongarewa: 2109